# Bourg-Charente
Bourg-Charente és un municipi francès situat al departament del Charente i a la regió de la Nova Aquitània. L'any 2007 tenia 713 habitants.

## Demografia

### Població
El 2007 la població de fet de Bourg-Charente era de 713 persones. Hi havia 281 famílies de les quals 80 eren unipersonals (40 homes vivint sols i 40 dones vivint soles), 113 parelles sense fills, 72 parelles amb fills i 16 famílies monoparentals amb fills.
La població ha evolucionat segons el següent gràfic:
Habitants censats

### Habitatges
El 2007 hi havia 348 habitatges, 298 eren l'habitatge principal de la família, 22 eren segones residències i 28 estaven desocupats. 338 eren cases i 7 eren apartaments. Dels 298 habitatges principals, 234 estaven ocupats pels seus propietaris, 59 estaven llogats i ocupats pels llogaters i 5 estaven cedits a títol gratuït; 1 tenia una cambra, 10 en tenien dues, 31 en tenien tres, 110 en tenien quatre i 147 en tenien cinc o més. 233 habitatges disposaven pel capbaix d'una plaça de pàrquing. A 135 habitatges hi havia un automòbil i a 143 n'hi havia dos o més.

### Piràmide de població
La piràmide de població per edats i sexe el 2009 era:
| Homes | Edats   | Dones |
| ----- | ------- | ----- |
| 8     | 95 o +  | 0     |
| 4     | 90 a 94 | 8     |
| 8     | 85 a 89 | 16    |
| 8     | 80 a 84 | 12    |
| 12    | 75 a 79 | 4     |
| 28    | 70 a 74 | 12    |
| 12    | 65 a 69 | 32    |
| 12    | 60 a 64 | 32    |
| 20    | 55 a 59 | 12    |
| 36    | 50 a 54 | 28    |
| 24    | 45 a 49 | 24    |
| 32    | 40 a 44 | 20    |
| 32    | 35 a 39 | 20    |
| 36    | 30 a 34 | 40    |
| 8     | 25 a 29 | 12    |
| 12    | 20 a 24 | 36    |
| 32    | 15 a 19 | 12    |
| 24    | 10 a 14 | 20    |
| 20    | 5 a 9   | 28    |
| 16    | 0 a 4   | 8     |

## Economia
El 2007 la població en edat de treballar era de 426 persones, 316 eren actives i 110 eren inactives. De les 316 persones actives 289 estaven ocupades (167 homes i 122 dones) i 27 estaven aturades (13 homes i 14 dones). De les 110 persones inactives 43 estaven jubilades, 23 estaven estudiant i 44 estaven classificades com a «altres inactius».

### Ingressos
El 2009 a Bourg-Charente hi havia 353 unitats fiscals que integraven 758,5 persones, la mediana anual d'ingressos fiscals per persona era de 19.510 €.

### Activitats econòmiques
Dels 32 establiments que hi havia el 2007, 6 eren d'empreses alimentàries, 7 d'empreses de construcció, 7 d'empreses de comerç i reparació d'automòbils, 1 d'una empresa de transport, 2 d'empreses d'hostatgeria i restauració, 1 d'una empresa financera, 1 d'una empresa immobiliària, 6 d'empreses de serveis i 1 d'una entitat de l'administració pública.
Dels 7 establiments de servei als particulars que hi havia el 2009, 2 eren guixaires pintors, 4 fusteries i 1 restaurant.
Dels 2 establiments comercials que hi havia el 2009, 1 era una botiga de menys de 120 m² i 1 una fleca.
L'any 2000 a Bourg-Charente hi havia 20 explotacions agrícoles.

## Equipaments sanitaris i escolars
El 2009 hi havia 1 escola maternal i 1 escola elemental.

## Poblacions més properes
El següent diagrama mostra les poblacions més properes.